# River Hull
River Hull är ett vattendrag i Storbritannien.   Det ligger i riksdelen England, i den sydöstra delen av landet, 250 km norr om huvudstaden London.